# RZD 아레나
RZD 아레나(러시아어: РЖД Арена)는 러시아 모스크바에 위치한 축구 경기장으로 FC 로코모티프 모스크바의 홈 구장으로 사용되고 있으며, 러시아 축구 국가대표팀의 2010년 FIFA 월드컵 예선 경기들의 홈 구장으로 사용되었다. 2002년 7월 5일에 개장하였으며 수용 인원은 27,320명이다. 이 경기장이 재건축될 때, 러시아 철도에서 1.7억 ~ 1.5억 달러 규모의 지원금을 지원했다.

## 역사

### 스탈리네츠
로코모티프 스타디움이 위치해 있던 이 자리는, 1935년에 전기 노동자 연합이 '이오시프 스탈린을 따르는 자들'이라는 뜻인 "스탈리네츠(Stalinets)" 혹은 "스탈리네츠 스타디움"을 건설하기로 결정하면서 생겨났다. 당시 경기장은 30,000명의 관중들을 수용할 수 있었다.

### 로코모티프 스타디움
여러 중요한 경기들을 열게 되면서 스탈리네츠 스타디움은 점점 모스크바 축구의 상징이 되었다. 그러면서 스탈리네츠 스타디움은 현대식 경기장으로 탈바꿈 하기 위해 철거된다. 그러면서 30,000명의 관중을 수용할 수 있는 로코모티프 스타디움이 건설되었고 1966년 8월 17일에 개장되었다. 1990년도 중반에 나무의자를 플라스틱 의자로 교체하게 되면서 30,000명의 관중에서 6,000명 감소한 24,000명의 관중을 수용하게 되었다.
개장후 첫 경기는 로코모티프 모스크바와 디나모 키예프와의 경기였다. 몇 년이 지나면서, 로코모티프 스타디움은 러시아 축구 국가대표팀의 A매치와 로코모티프 모스크바의 경기 같은 여러 중요한 경기들을 소화하게 된다.
로코모티프 스타디움은 1997년에 UEFA 챔피언스리그의 모체인 유러피언컵의 예선전을 개최하였다. 당년 9월 30일에 있었던 FC 스파르타크 모스크바와 스위스의 FC 시옹 간의 경기였으며 2대2 무승부로 끝났다. 하지만 시옹 측에서 UEFA에 국제 표준에 맞지 않는 골대 크기로 인해 골의 높이에 관하여 항의하였고 UEFA는 그 항의를 받아들여 재경기를 지시하였다. 10월 15일에 재경기가 실시되었으며 스파르타크 모스크바의 5대1 승리로 끝났다.
개장했을 2002년 당시에는 건설하기 위해 거금이 들어간 경기장으로써 러시아의 최신식 경기장중 하나였다. 하지만 FIFA측에서 권고하는 최소 수용 인원인 40,000명이 되지 않았고 이미 루즈니키 스타디움과 옷크리티예 아레나가 건설중 이여서 러시아 월드컵에 사용될 경기장으로는 발탁되지 못하였다.